# Forza di Sicurezza del Kosovo
La Forza di Sicurezza del Kosovo (in albanese Forca e Sigurisë së Kosovës) è una forza di pronto intervento incaricata di condurre le operazioni di risposta alle crisi in Kosovo e all'estero e le operazioni di protezione civile in Kosovo. I suoi compiti principali sono le operazioni nelle aree di ricerca e salvataggio, la bonifica di ordigni esplosivi, antincendio, e lo smaltimento di materiale pericoloso. Tuttavia, è anche dotato di armi leggere, e il governo del Kosovo ha intenzione di trasformarlo in un esercito. Il Comandante della KSF è il tenente generale Kadri Kastrati.
Nel marzo 2008, la Kosovo Force (KFOR), condotta dalla NATO, e il Corpo di Protezione del Kosovo (KPC) iniziarono i preparativi per la formazione della Forza di Sicurezza del Kosovo. Secondo le linee guida disposte nel Piano Ahtisaari, la Forza di Sicurezza è autorizzata a portare armi leggere e il governo del Kosovo e la comunità internazionale progettano di portare la forza in linea con gli standard della NATO. L'ammissione e la formazione del personale cominciarono ai primi di giugno, quando gli esperti della NATO arrivarono in Kosovo per guidare il processo, e dai primi di dicembre del 2008, quando iniziò l'arruolamento dei candidati tra i 18 e i 30 anni. La legge stabilisce che la forza dovrebbe essere 2500 soldati con una riserva di 800.

## Storia
Dopo la Guerra del Kosovo nel 1999, la risoluzione 1244 del Consiglio di Sicurezza delle Nazioni Unite pose il Kosovo sotto l'autorità della United Nations Interim Administration Mission in Kosovo (UNMIK), con la sicurezza fornita dalla Kosovo Force (KFOR) condotta dalla NATO. La KFOR entrò in Kosovo il 12 giugno 1999 sotto il mandato delle Nazioni Unite, due giorni dopo l'adozione della risoluzione 1244 del Consiglio di sicurezza dell'ONU.
Il Kosovo dichiarò l'indipendenza nel febbraio 2008. Il 19 marzo 2008 il presidente degli Stati Uniti George W. Bush autorizzò aiuti militari alle forze armate del Kosovo in un altro passo per stabilire relazioni formali con il Kosovo.
Il 4 gennaio 2009, vennero annunciati i nomi di coloro che dovevano essere selezionati per la KSF dal KPC. Dopo essere controllati dalla NATO, circa 1400 ex membri del KPC vennero selezionati per servire come ufficiali e soldati della KSF.
Il 21 gennaio 2009, la Forza di Sicurezza del Kosovo venne lanciata ufficialmente. La KSF non sostituì il Corpo di Protezione del Kosovo (KPC), che venne sciolto alcuni mesi dopo. La KFOR venne accusata di tutorizzare la KSF e portare la forza alla Piena Capacità Operativa. Come parte di questo sforzo, varie nazioni che facevano parte della KFOR fornirono assistenza per la forza su base bilaterale tra cui le uniformi, che vennero fornite dagli Stati Uniti, e i veicoli, che vennero donati dalla Germania. Gli sforzi di tutoraggio dovevano sviluppare la KSF in linea con gli standard della NATO. Inoltre l'Italia, il Portogallo e altri membri della NATO aiuteranno la KSF con donazioni e addestramento. La Slovenia ha donato € 30.000 verso l'istituzione della KSF.
I seguenti ufficiali superiori hanno prestato il loro giuramento il 16 giugno 2009, sotto la supervisione dell'allora Comandante della KSF, il tenente generale Sylejman Selimi:
- Maggiore Generale Rrahman Rama – Vice Comandante della KSF e Comandante del Comando Forze Terrestri
- Maggiore Generale Kadri Kastrati – Direttore delle Operazioni
- Generale di brigata Bashkim Jashari – Ispettore Generale della KSF
- Generale di brigata Nazmi Brahimaj – Comandante della Brigata di Reazione Rapida
- Generale di brigata Zymer Halimi – Capo delle Operazioni e del Dipartimento d'Addestramento
- Generale di brigata Imri Ilazi – Comandante della Brigata di Supporto delle Operazioni
- Generale di brigata Enver Cikaqi – Comandante del Comando Addestramento e Dottrina

Il 15 settembre 2009 la Forza di Sicurezza del Kosovo iniziò ufficialmente il lavoro, con le sue capacità operative iniziali dopo un addestramento di otto mesi con istruttori NATO.
Nel 2010, la KSF si schierò nel nord dell'Albania in due diverse occasioni per eseguire le operazioni di soccorso di alluvione a sostegno della risposta nazionale albanese.
Il 22 novembre 2011, il tenente generale Sylejman Selimi si ritirò dalla KSF e il presidente Atifete Jahjaga nominò l'ex direttore delle Operazioni, il maggiore generale Kadri Kastrati, a succedergli come Comandante della forza. Il presidente Jahjaga promosse anche Kastrati al grado di tenente generale.
Il 9 luglio 2013 le Forze di Sicurezza del Kosovo hanno raggiunto la Piena Capacità Operativa (FOC) come determinato dalla NATO. Mentre la situazione della sicurezza in generale è migliorata a terra, questa forza di armi leggere responsabile delle operazioni di protezione civile e di assistenza alle autorità civili in risposta alle calamità naturali e ad altre emergenze è ora addestrata agli standard indicati dalla NATO. La dichiarazione di Piena Capacità Operativa, il 9 luglio 2013, del Consiglio del Nord Atlantico significa che la KSF è pienamente in grado di svolgere i compiti ad essa assegnati nell'ambito del suo mandato. La KSF condurrà funzioni di sicurezza non militari che non sono appropriati per la polizia. In termini più concreti, questa forza di circa 2.200 soldati si occuperà di operazioni di ricerca e salvataggio, eliminazione degli ordigni esplosivi, controllo e bonifica di materiali pericolosi, antincendio e altre attività di assistenza umanitaria.
Le assunzioni per la Forza di Sicurezza del Kosovo iniziarono all'inizio del 2009, una volta che la NATO aveva accettato (giugno 2008) d'implementare nuovi compiti in aggiunta a quelli concordati ai sensi della risoluzione 1244. Questi nuovi compiti inclusero lo scioglimento del Corpo di Protezione del Kosovo, e la creazione della KSF e di una struttura civile per sorvegliarla.
Il ruolo della NATO nella creazione della KSF è stato quindi duplice: aiutarla con la sua formazione - innalzamento, reclutamento e formazione; e creazione di una organizzazione civile per supervisionare e controllare la KSF. Uno degli obiettivi principali era quello di incoraggiare tutte le minoranze a iscriversi, in modo particolare attenzione è stata data alla realizzazione del processo di reclutamento in due lingue - albanese e serbo. Il risultato è stato una forza professionista, multietnica, volontaria, che dovrebbe continuare a rimanere una fonte di stabilità regionale. A seguito della dichiarazione di Piena Capacità Operativa, la NATO continuerà a sostenere lo sviluppo della KSF attraverso il collegamento della NATO e dell'Advisory Team (NLAT), composto da un misto di circa 30 militari e personale civile che aiuterà con lo sviluppo professionale della KSF, fornendo consulenza e supporto in una varietà di settori quali il rafforzamento delle capacità e la formazione e il comando.

### Minoranze etniche

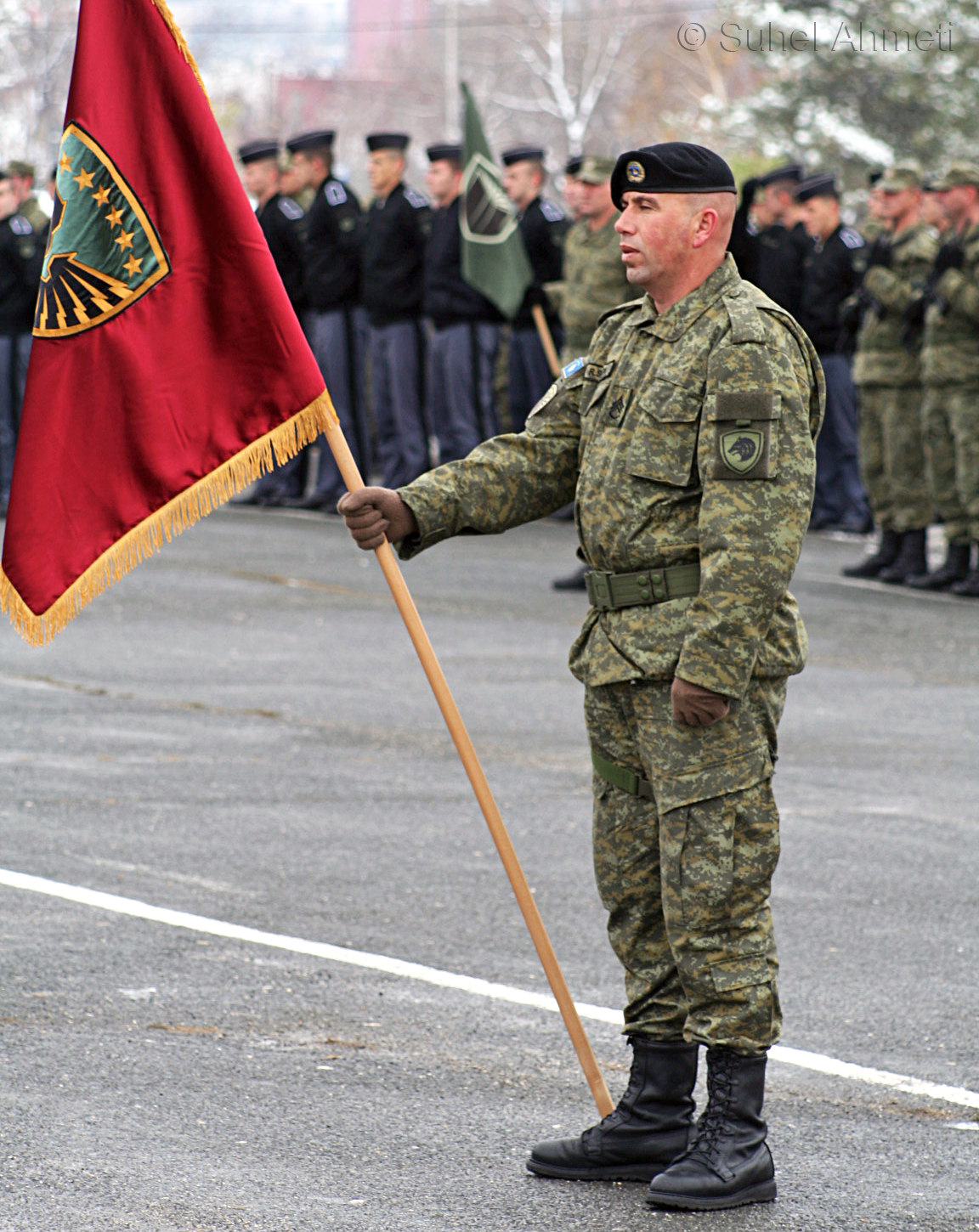
Portabandiera della Forza di Sicurezza del Kosovo

Le minoranze etniche del Kosovo sono incoraggiate ad iscriversi alla Forza di Sicurezza del Kosovo con la Costituzione della Repubblica del Kosovo che richiede la intergenerazione delle comunità delle minoranze etniche nella Forza di Sicurezza del Kosovo. Nell'aprile 2013, 179 (8,2%) soldati della Forza di Sicurezza del Kosovo venivano da minoranze etniche con il resto essere albanesi. Nel mese di maggio 2014, il presidente kosovaro Atifete Jahjaga rilevò al Consiglio di Sicurezza delle Nazioni Unite che il 9% della KSF proveniva da comunità minoritarie. Nel mese di aprile 2015, è stato riferito che vi erano 42 serbi attualmente in servizio nella Forza di Sicurezza del Kosovo.
| Etnicità | Cifra |
| -------- | ----- |
| Turchi   | 54    |
| Bosniaci | 49    |
| Ashkali  | 30    |
| Egiziani | 20    |
| Serbi    | 16    |
| Croati   | 5     |
| Rom      | 3     |
| Gorani   | 2     |

### Forze armate del Kosovo

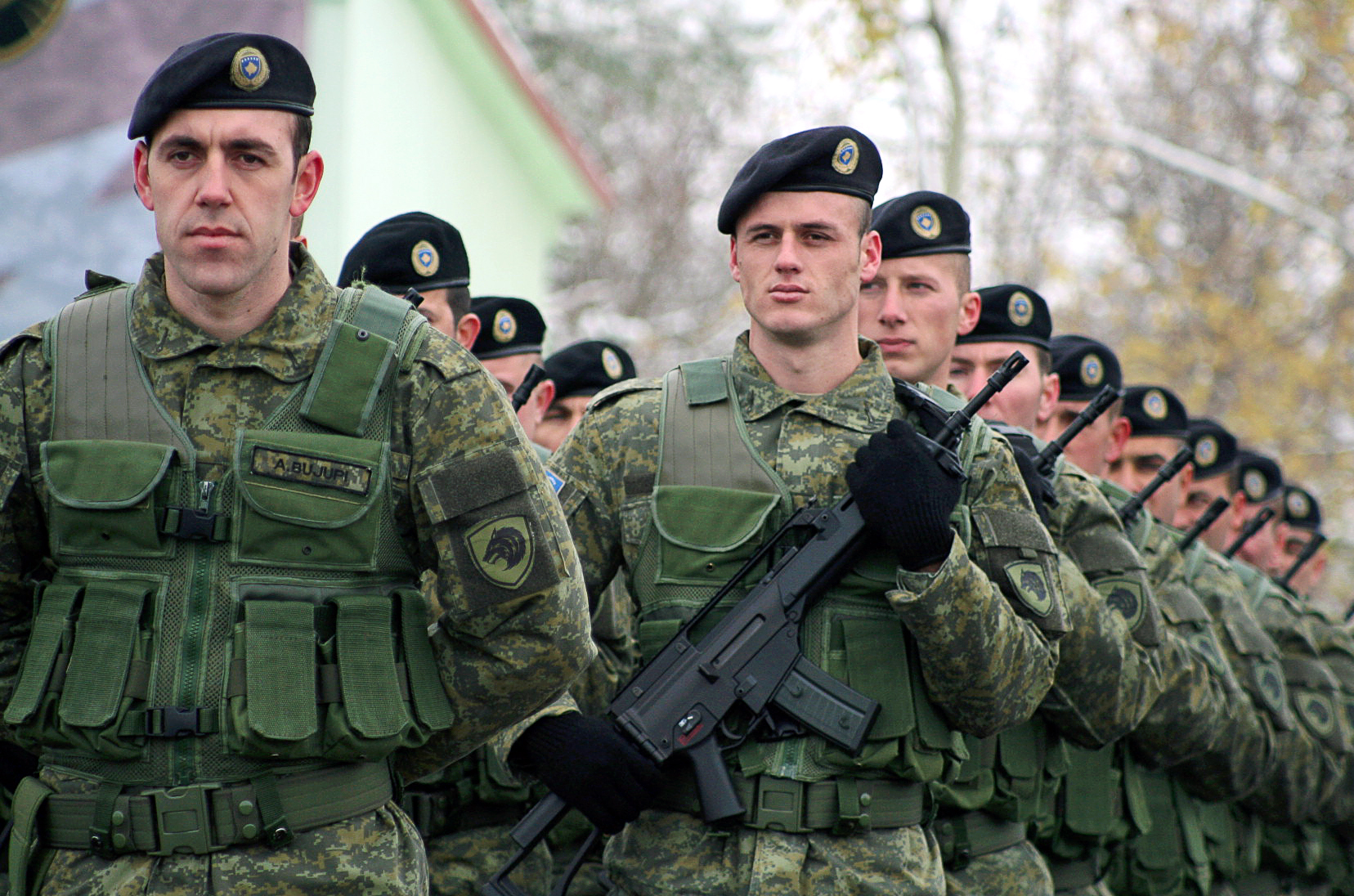
Membri della Forza di Sicurezza del Kosovo

Il 5 marzo 2014, il primo ministro Hashim Thaçi ha dichiarato che il governo kosovaro ha deciso di istituire un ministero della Difesa e, entro il 2019, trasformare ufficialmente le Forze di Sicurezza del Kosovo in un esercito che soddisfi tutti gli standard degli stati della NATO, con l'obiettivo di entrare nell'alleanza per il futuro. Il nuovo esercito avrà un budget annuale di € 98 milioni e sarà forte di 15.000 soldati con altri 8.000 riservisti, che sarà composto da forze terrestri, una guardia nazionale, comandi di logistica e di formazione. Il Ministro delle Forze di Sicurezza del Kosovo, Agim Çeku, ha dichiarato che la missione delle Forze Armate del Kosovo sarà "proteggere l'integrità della sovranità e territoriale del Kosovo, la sua gente e le loro proprietà e tutelare gli interessi della Repubblica del Kosovo". L'ambasciatore del Kosovo in Turchia, Avni Spahiu, ha dichiarato che è stata adottata la "decisione di creare un esercito in consultazione con la NATO e i nostri partner [...] [e] l'esercito avrà un carattere difensivo dato che il Kosovo non ha aspirazioni territoriali". Il 28 maggio 2014, il presidente Atifete Jahjaga ha detto al Consiglio di Sicurezza delle Nazioni Unite che la creazione delle Forze Armate kosovare sarebbe stato un processo lungo, che richiede il sostegno e la partecipazione di tutte le comunità etniche del Kosovo; ha aggiunto che il suo scopo sarebbe quello di contribuire alla sicurezza generale nei Balcani e ha invitato tutte le comunità etniche a prendere parte al processo. Nel mese di novembre 2014,, Agim Ceku ha dichiarato che l'esercito del Kosovo era in esecuzione in ritardo "a causa del ritardo nella costituzione del parlamento del Kosovo", ma la decisione di trasformare la Forza di Sicurezza del Kosovo in un esercito sarà confermato "in una delle prime sedute al momento della sua costituzione"; egli ha anche osservato che questa trasformazione gode di sostegno a livello nazionale e non si aspetta alcuna lamentela da parte dell'opposizione politica.

## Dichiarazione della missione

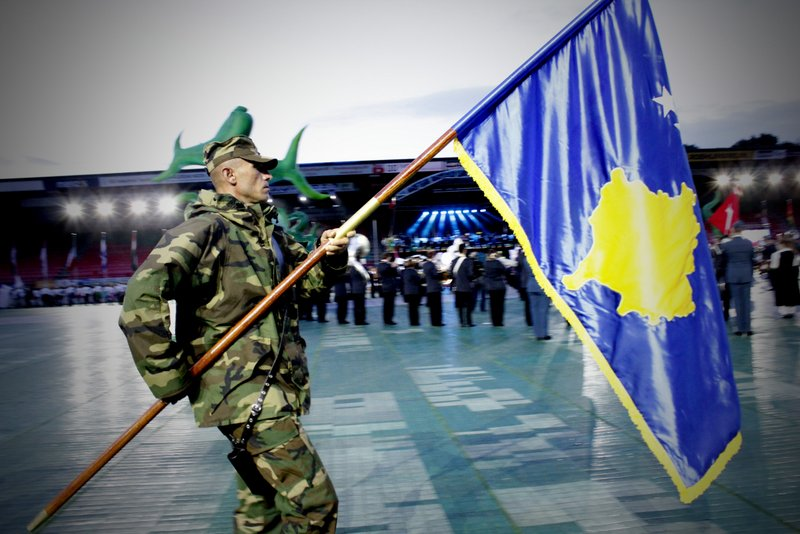
Un membro della FSK con la bandiera del Kosovo ad una parata militare nei Paesi Bassi

La Forza di Sicurezza del Kosovo (FSK) è una Forza di Sicurezza nuova, professionale, multi-etnica, leggermente armata e in uniforme che è soggetta al controllo democratico e civile. La sua missione è quella di condurre operazioni di risposta alle crisi in Kosovo e all'estero; operazioni di protezione civile all'interno del Kosovo; e di assistere le autorità civili in risposta alle catastrofi naturali ed altre emergenze.
Tali compiti comprendono operazioni di ricerca e salvataggio; eliminazione degli ordigni esplosivi (sminamento e rimozione UXO); controllo e bonifica di materiali pericolosi; antincendio; e altre attività di assistenza umanitaria. La KSF rappresenterà e proteggerà tutto il popolo del Kosovo.

### Ministero per la Forza di Sicurezza del Kosovo: Missione
Il Ministero dell'Ambiente e della Forza di Sicurezza del Kosovo (MKSF) è responsabile per esercitare il controllo civile sulla Forza di Sicurezza del Kosovo (FSK), compresa la gestione e l'amministrazione. Esso comprende una miscela di personale civile e KSF ed è responsabile, attraverso il Primo Ministro, all'Assemblea del Kosovo.
La missione del MKSF, che è anche il più alto livello della sede centrale del KSF, è quello di formulare, attuare, valutare e sviluppare le politiche e le attività della KSF in un quadro di governance democratica e in conformità con la Costituzione e le leggi della Repubblica del Kosovo.

## Organigramma

### Gradi militari

#### 2009—2012
|       | Generali          | Generali          | Generali            |
| ----- | ----------------- | ----------------- | ------------------- |
|       |                   |                   |                     |
| radhë | Gjenerallejtënant | Gjeneralmajor     | Gjeneralbridage     |
| rank  | Tenente generale  | Maggiore generale | Generale di brigata |

|       | Ufficiali Superiori | Ufficiali Superiori | Ufficiali Superiori | Ufficiali Inferiori | Ufficiali Inferiori | Ufficiali Inferiori |
| ----- | ------------------- | ------------------- | ------------------- | ------------------- | ------------------- | ------------------- |
|       |                     |                     |                     |                     |                     |                     |
| radhë | Kolonel             | Nënkolonel          | Major               | Kapiten             | Toger               | Nëntoger            |
| rank  | Colonnello          | Tenente colonnello  | Maggiore            | Capitano            | Tenente             | Sottotenente        |

|       | Sottufficiali     | Sottufficiali  | Sottufficiali  | Sottufficiali | Truppa   | Truppa           |
| ----- | ----------------- | -------------- | -------------- | ------------- | -------- | ---------------- |
|       |                   |                |                |               |          |                  |
| radhë | Rreshter i parë   | Rreshter Major | Kapter         | Rreshter      | Tetar    | Ushtar           |
| rank  | Sergente maggiore | First Sergeant | Staff Sergeant | Sergente      | Caporale | Soldato semplice |

#### Dal 2012
|       | Generali          | Generali          | Generali            |
| ----- | ----------------- | ----------------- | ------------------- |
|       |                   |                   |                     |
| radhë | Gjenerallejtënant | Gjeneralmajor     | Gjeneralbridage     |
| rank  | Tenente generale  | Maggiore generale | Generale di brigata |

|       | Ufficiali Superiori | Ufficiali Superiori | Ufficiali Superiori | Ufficiali Inferiori | Ufficiali Inferiori | Ufficiali Inferiori |
| ----- | ------------------- | ------------------- | ------------------- | ------------------- | ------------------- | ------------------- |
|       |                     |                     |                     |                     |                     |                     |
| radhë | Kolonel             | Nënkolonel          | Major               | Kapiten             | Toger               | Nëntoger            |
| rank  | Colonnello          | Tenente colonnello  | Maggiore            | Capitano            | Tenente             | Sottotenente        |

|       | Sottufficiali     | Sottufficiali  | Sottufficiali  | Sottufficiali | Truppa   | Truppa           |
| ----- | ----------------- | -------------- | -------------- | ------------- | -------- | ---------------- |
|       |                   |                |                |               |          |                  |
| radhë | Rreshter i parë   | Rreshter Major | Kapter         | Rreshter      | Tetar    | Ushtar           |
| rank  | Sergente maggiore | First Sergeant | Staff Sergeant | Sergente      | Caporale | Soldato semplice |

## Armi ed equipaggiamento

### Inventario
| Arma                 | Caricatore        | Paese di produzione | Note                        | Immagine |         |         |         |
| Pistole              | Pistole           | Pistole             | Pistole                     | Pistole  | Pistole | Pistole | Pistole |
| -------------------- | ----------------- | ------------------- | --------------------------- | -------- | ------- | ------- | ------- |
| Glock 17             | 9×19mm Parabellum | Austria             | Arma da fianco standard     |          |         |         |         |
| Fucili mitragliatori |                   |                     |                             |          |         |         |         |
| H&K MP5              | 9×19mm Parabellum | Germania / Turchia  | Diverse varianti            |          |         |         |         |
| Fucili d'assalto     |                   |                     |                             |          |         |         |         |
| H&K G36              | 5.56×45mm NATO    | Germania            | Fucile di Servizio Standard |          |         |         |         |
| Lanciagranate        |                   |                     |                             |          |         |         |         |
| H&K AG36             | Granata 40×46mm   | Germania            | Attaccato al fucile         |          |         |         |         |
| Mezzi corazzati      |                   |                     |                             |          |         |         |         |
| Otokar Cobra         | Mezzo corazzato   | Turchia             | Mezzo corazzato             |          |         |         |         |

### Aeromobili in uso
Sezione aggiornata annualmente con aggiornamenti di siti specializzati, periodici mensili e bimestrali. Tali modifiche vengono apportate onde rendere quanto più aggiornata la tabella.
| Aeromobile                           | Origine | Tipo | Versione (denominazione locale) | In servizio (2023) | Note                                                           | Immagine |
| Aeromobili a pilotaggio remoto - UAV |         |      |                                 |                    |                                                                |          |
| Bayraktar TB2                        | Turchia | UAV  | TB2                             | 5                  | 5 TB2 ordinati a fine ottobre 2022 e consegnati a maggio 2023. |          |